# کونتوریلو (آرکیپا)
کونتوریلو (به اسپانیایی: Kunturillu) یک کوه در پرو است که در Peru, Arequipa Region, La Unión Province, Peru واقع شده‌است. کونتوریلو ۵٬۱۰۰ متر بالاتر از سطح دریا واقع شده‌است.